# NOHAB
NOHAB (Nydqvist & Holm AB) は、かつてスウェーデンに存在した重工業会社である。トロルヘッタンに本社が所在した。
会社はAntenor Nydqvist, Johan Magnus LidströmとCarl Olof Holmによって1847年、Trollhättans Mekaniska Verkstad の名前で流体機械のタービンの製造会社として創業。1865年に最初の蒸気機関車を製造、1912年には1000両目の機関車を送り出した。
1916年に有限会社として再編されNOHABという名前となった。1920年、NOHABはロシアから1000両の機関車を受注したものの、翌1921年から1924年にかけて500両のみ納入され、残りの500両は納入されなかった。
1930年、ブリストル ジュピター航空機エンジンのライセンス生産を開始。後年、NOHABの航空機エンジン部門とAB Svenska järnvägsverkstäderna (スウェーデン鉄道工作会社)は合併して航空機製造会社のSAABとなる。
1940年代の後半にはポルトガル国鉄へ100形気動車を納入。この気動車の一部はのちにアルゼンチンへ中古で輸出され、現在も活躍している。
1950年代に入ると同社はゼネラルモーターズの電気車輛事業部（エレクトロ・モーティヴ・ヂビジョン＝EMD）からのライセンスを取得し、ブルドッグドッグノーズと呼ばれる特徴的なスタイルを持つM61型ディーゼル機関車の生産を始めた。
これらM61型は隣国のデンマーク国鉄が主要な顧客であったものの、35両はノルウェー国鉄にDi 3型として、20両はハンガリー国鉄向けに、ベルギー国鉄の202型・203型・204型として生産された。しかし、ハンガリー国鉄向け20両の輸出は鉄のカーテンにより途中で途絶えた。
現在でもこのM61型はドイツ、デンマーク、ハンガリー、コソボで運用されている。
1960年代以降はスウェーデン軍が主力として使用した戦車Strv.103の車体を生産したものの、1979年に経営破綻した。

## ギャラリー

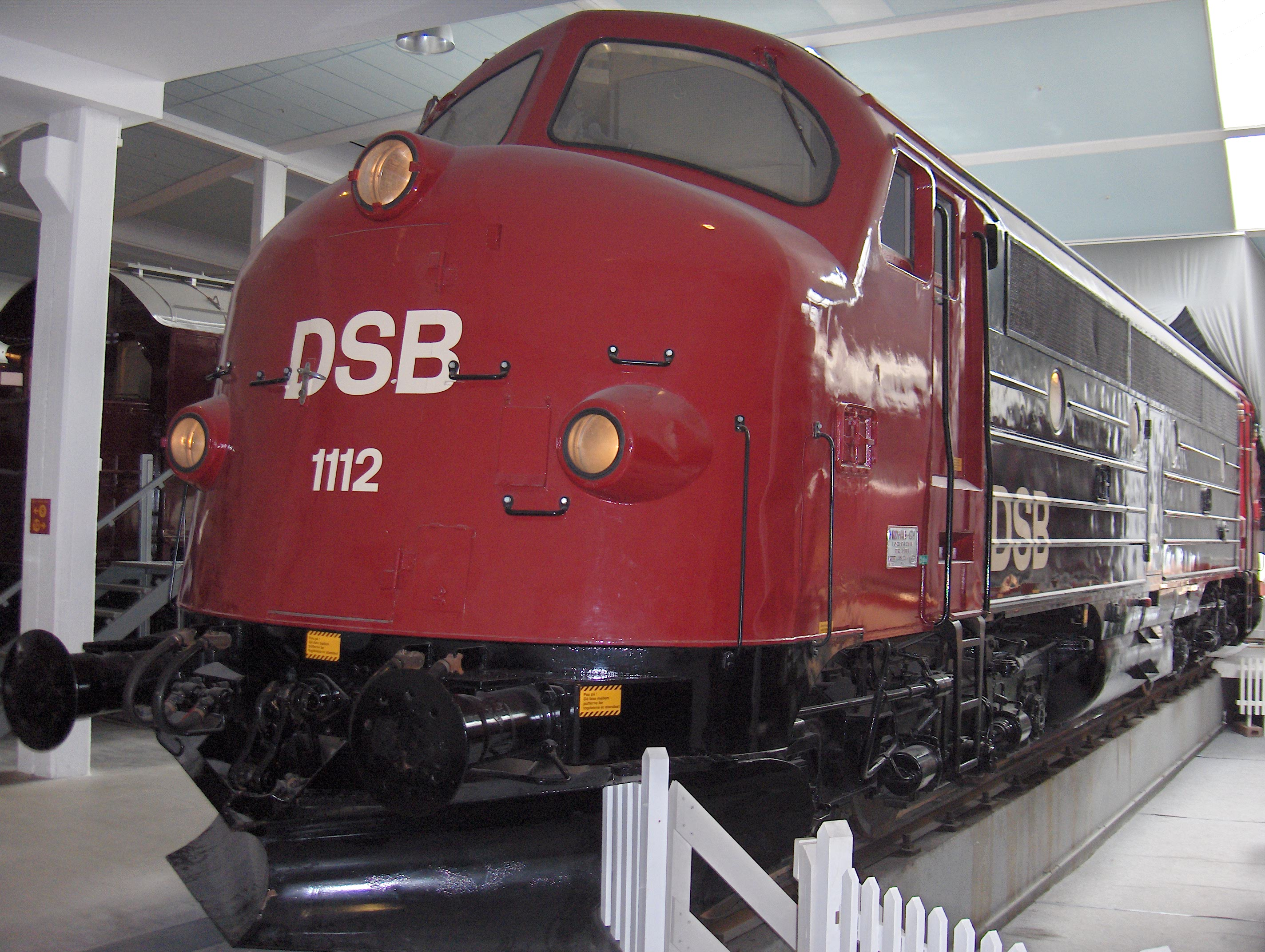
デンマーク鉄道博物館に展示されているM61型ディーゼル機関車
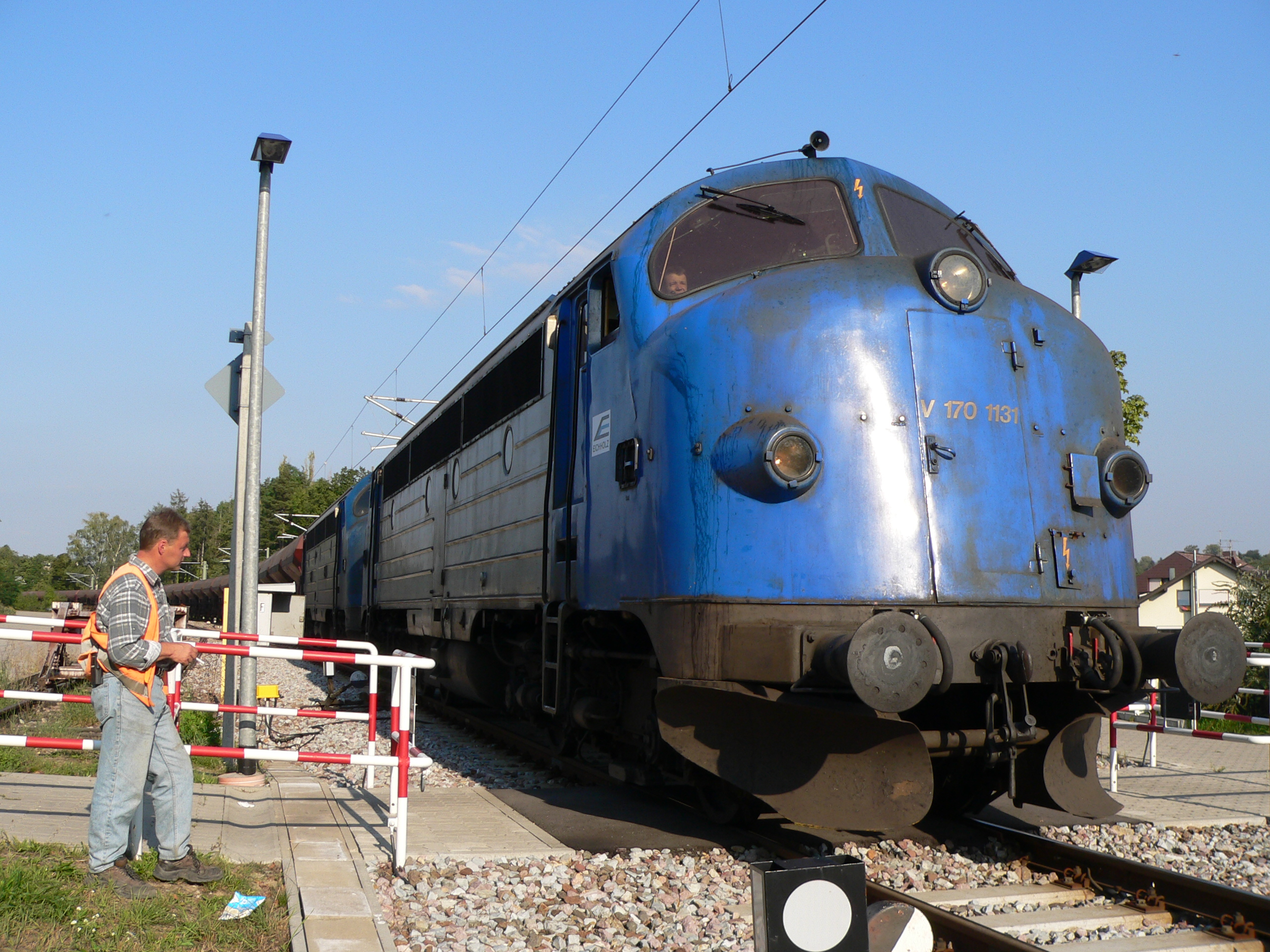
ドイツで活躍するM61型ディーゼル機関車
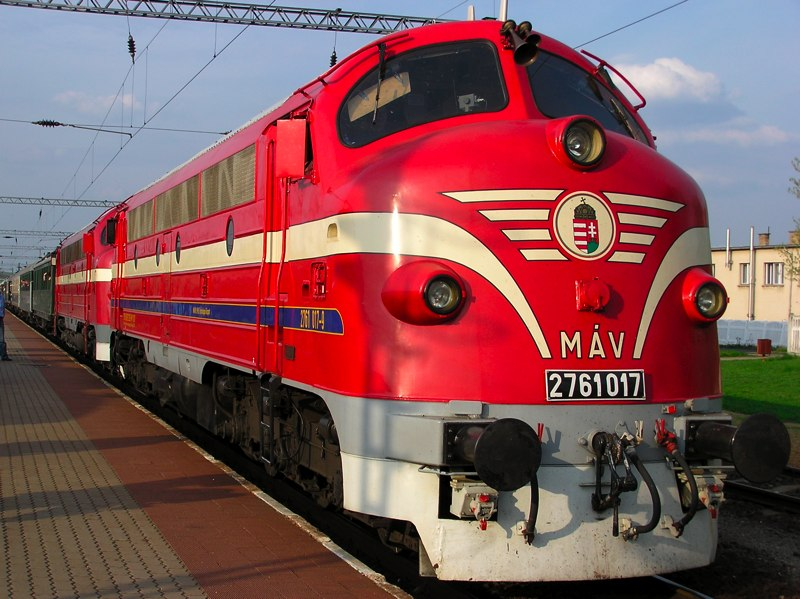
ハンガリーで活躍するM61型ディーゼル機関車
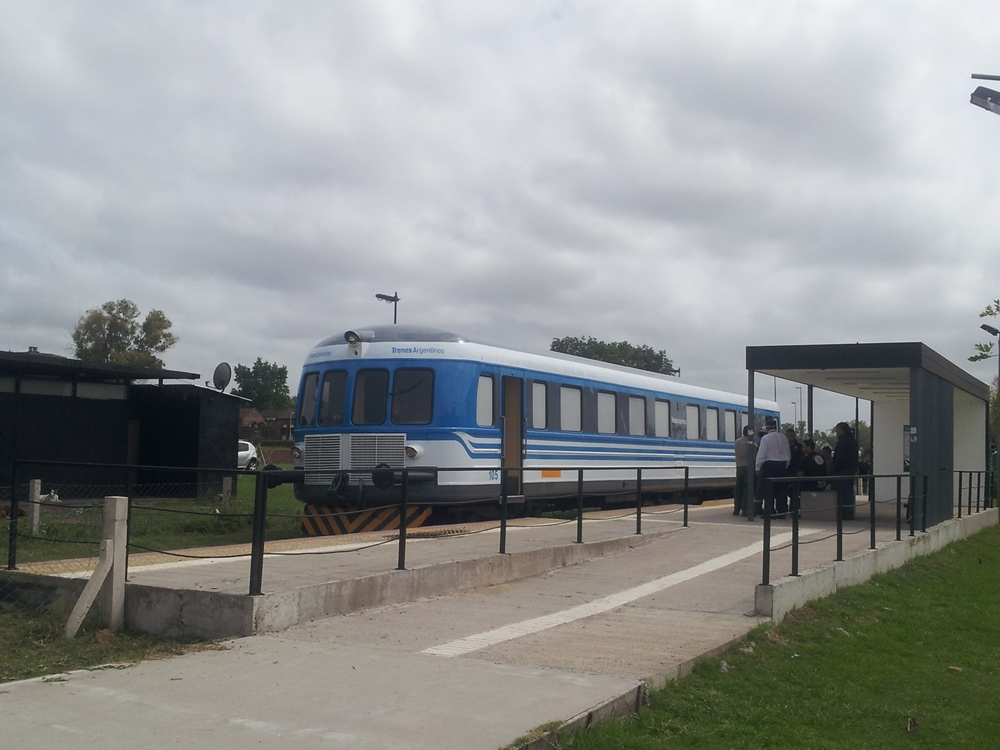
新アルゼンチン国鉄で活躍する100形気動車 ポルトガル国鉄から中古で購入